# Quận của tỉnh Aube
3 quận của tỉnh Aube gồm:
1. Quận Bar-sur-Aube, (quận lỵ: Bar-sur-Aube) với 5 tổng và 104 xã. Dân số của quận này là 31.979 người năm 1990, 30.396 người năm 1999, tăng trưởng dân số là 4.95%.
2. Quận Nogent-sur-Seine, (quận lỵ: Nogent-sur-Seine) với 6 tổng và 82 xã. Dân số của quận này là 50.584 người năm 1990, và 51.441 người năm 1999, tăng trưởng dân số là 1.69%.
3. Quận Troyes, (tỉnh lỵ của tỉnh Aube: Troyes) với 22 tổng và 247 xã. Dân số của quận này là 206.644 người năm 1990, và 210.294 người năm 1999, tăng trưởng dân số là 1.77%.